# 모딜리아니-밀러 정리
모딜리아니-밀러 정리(영어: Modigliani-Miller theorem, MM 이론)는 1958년 프랑코 모딜리아니와 머턴 밀러가 발표한 기업 금융에 관한 정리로 이 정리의 발표는 자본구조의 개념이 새롭게 등장하는 계기가 되었다. 이 정리는 기업의 가치를 산출하는 데 필요한 할인율을 최소화하는 최적자본구조가 존재하는지에 대한 연구이며, 1958년의 이론에서는 기업의 가치는 부채의 사용유무와는 관련이 없음을 보였다. 그러나 1963년의 수정모형에서는 법인세를 고려하였을 때 기업의 할인율을 최소로하는 최적자본구조가 존재하며 이러한 최적자본구조하에서 기업의 가치가 가장 크다는 결론을 내렸다.
그러나 MM이론을 제시한 밀러는 1977년 균형부채이론을 통해 개인소득세를 고려할 경우 부채사용유인이 사라지게 되어 다시 최적자본 자본구조는 존재하지 않는다는 주장을 제시하였다.

## 가정
MM이론은 크게 다음과 같은 기본적인 가정을 가지고 있다.
1. 완전자본시장으로 거래비용이나 세금과 같은 거래마찰적 요인이없으며 정보에 아무런 제한이 없다.
2. 분석의 단순화를 위해 기업이 발행하는 증권은 주식과 무위험 영구부채뿐이다. 현실적으로 부채는 만기가 존재하지만 만기가 다가오면 상환액만큼 새로운 부채를 발행하여 부채액을 유지할 수 있다.
3. 개인투자자는 기업과 동일한 이자율로 차입,대출을 한다.
4. 기업은 영업위험이 동일한 동질적 위험집단으로 구분할 수 있다.

## 명제(1958년 모형)

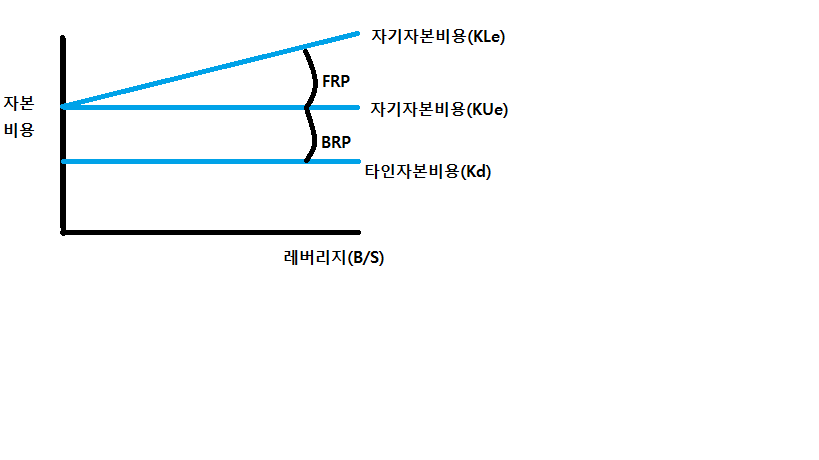
부채비율에 따른 자본비용 변화

MM이론의 기본적인 가정을 바탕으로 부채사용기업의 가치{\displaystyle V^{L}} 과 무부채기업의 가치 {\displaystyle V^{U}}가 동일하다는 것을 무위험차익거래의 논리로 증명하였다. 주로 3가지 명제로 요약된다. 기업의 가치는 그 기업의 자본구조와 무관하며, 동일한 영업위험을 부담하는 기업집단의 가중평균자본비용({\displaystyle k_{0}})은 서로 같으며 단 하나의 자본비용이 존재한다.
{\displaystyle (k_{0}=\rho )}
MM의 1명제에 의하면 자본구조의 변경, 즉 부채의 차입여부는 기업가치와 가중평균자본비용에 아무런 영향을 미치지 못한다.  즉 동질적 영업집단은 단 하나의 자본비용만이 존재하는데 그것이 {\displaystyle \rho }이다. 무부채기업의 경우 주식을 통해 자금을 조달한 경우의 자본비용인 자기자본비용이 가중평균자본비용과 일치한다. 따라서 무부채기업의 주주는 동일 영업집단의 영업위험만을 부담하므로 영업프리미엄(Business Risk Premium)만을 기업에 요구하게 된다.
{\displaystyle (k_{0}^{U}=k_{e}^{U}=R_{f}+{\rm {BRP}})}
부채사용기업의 자기자본비용은 무부채기업의 자기자본비용에 재무위험프리미엄을 더한 것이며, 재무위험프리미엄은 부채비율({\displaystyle B/S})에 비례하여 증가한다.
: {\displaystyle k_{e}^{L}=\rho +(\rho -k_{d}){\frac {B}{S}}}
무부채기업과 달리 부채사용기업의 주주는 영업위험뿐만 아니라 부채사용에 따라 채무를 불이행할 위험, 즉 재무위험을 부담하게 된다. 따라서 주주는 기업에게 영업위험 프리미엄뿐만 아니라 재무위험프리미엄(FRP:Financial Risk Premium)을 추가로 요구하게 된다. 이 때 자기자본비용과 타인자본비용의 가중평균인 가중평균자본비용을 달라지지 않는다.
MM이론 의 제 1명제와 제 2명제를 신규투자안 의사결정에 적용한 것이다. 투자안 의사결정에 사용되는 적절한 할인율은 기업의 자본조달방법과 무관하게 결정되며 기업의 자본조달에 관한 의사결정과 투자안에 대한 의사결정은 무관하게 이루어진다.

## MM 58모형에 대한 비판
MM의 이론은 자본구조이론에 있어 큰 공헌을 했지만 이론의 가정이 비현실적이라는 다음과 같은 비판이 있었다.
1. 현실에는 법인세가 존재한다.
2. 현실에는 시장불완전 요소가 존재한다.
3. 개인과 기업의 차입능력은 현저히 다르다.
4. 거래비용 등 마찰적 요인이 존재한다.

## 1963년 수정모형
1963년의 수정모형에서는 기본적인 가정에서  법인세가 존재할때의 가정을 추가하였다. 법인세가 존재할 때 부채사용시 발생하는 이자비용 절세효과를 고려하였다. 그 결과 최적자본구조가 존재한다는 수정된 결론을 내렸다. MM 1958년 모형과 마찬가지로 수정 제 1, 2, 3 명제로 구성된다.
1. 법인세를 고려하는 경우 부채사용기업의 가치는 무부채기업의 가치보다 절세 효과({\displaystyle Bt})만큼 더 크다. 부채사용기업의 경우 이자비용을 지출한 것에 대한 절세 효과가 존재하기 때문에 무부채기업보다 기업가치가 더 크다.  이러한 이자비용 절세효과의 크기를 레버리지이득 이라고 한다. 주주가 부담해야하는 위험을 과세당국인 정부가 나누어 부담하므로 주주가 요구하는 자본비용이 감소한다고 이해하도 무방하다.{\displaystyle V^{L}=V^{U}+Bt}
2. 법인세가 존재하는 경우 부채사용기업의 자기자본비용은 다음과 같다.  위에 언급한 바와 같이 법인세를 받는 정부도 재무위험을 부담하게 되어 재무위험프리미엄이 ({\displaystyle 1-t})의 비율이 감소하게 된다.{\displaystyle k_{e}^{L}=\rho +(\rho -k_{d})(1-t){\frac {B}{S_{L}}}}
3. 58모형의 제 3명제와 마찬가지로 수정 제 1명제, 제 2명제를 신규투자안에 적용한 것이다.

## 참고 자료
- 재무관리, 이의경저, 경문사폄 ISBN 89-420-0126-2
- 재무관리:이론과 응용, 김종길저, 소온폄

## 같이 보기
- 균형부채 이론